# Think-a-Dot
Think-a-Dot是E.S.R., Inc.公司於1960年代所推出的一款數學玩具，其用作原理與自動機理論相關。Think-a-Dot的前方有八個窗口，以最上層三個、中間層兩個，最下層三個的方式排列。頂部有三個圓形孔洞，供小球投入。每個窗口都會顯示黃色或藍色的有色塑膠片，這取決於小球由上方孔洞投入後在玩具內部的運作方式。因此，此玩具盤面上的顯示狀態將有28（256）種可能情況。當球落至底部時，會經由底部兩側的開口滾出。當將球投入玩具時，小球將翻轉其通過的窗口顏色，並依翻轉後的顏色決定球偏向左邊或右邊向下一層落下。Think-a-Dot可以實現各種難題和遊戲，例如以最小移動次數翻轉所有窗口的顏色，或者從單色狀態達到指定圖形狀態，反之亦然。

## 外部連結
- Picture of a Think-a-Dot
- Think-a-Dot instruction leaflet